# Boarmia carinata
Boarmia carinata är en fjärilsart som beskrevs av Fabricius 1787. Boarmia carinata ingår i släktet Boarmia och familjen mätare. Inga underarter finns listade i Catalogue of Life.